# Rue Claude-Rodier
La rue Claude Rodier est une voie du 9e arrondissement de Paris, en France.

## Situation et accès
La rue Rodier est une voie publique située dans le 9e arrondissement de Paris. Elle débute au 4, rue Choron et se termine au 17, avenue Trudaine.

## Origine du nom
De 1877 à 2024, la voie portait le nom de Jean-Baptiste Rodier (1763-1832), sous-gouverneur de la Banque de France et propriétaire des terrains. Par une délibération du conseil de Paris du 9 février 2024, la voie est renommée rue Claude Rodier, en hommage à la résistante française Claude Rodier (1903-1944).

## Historique

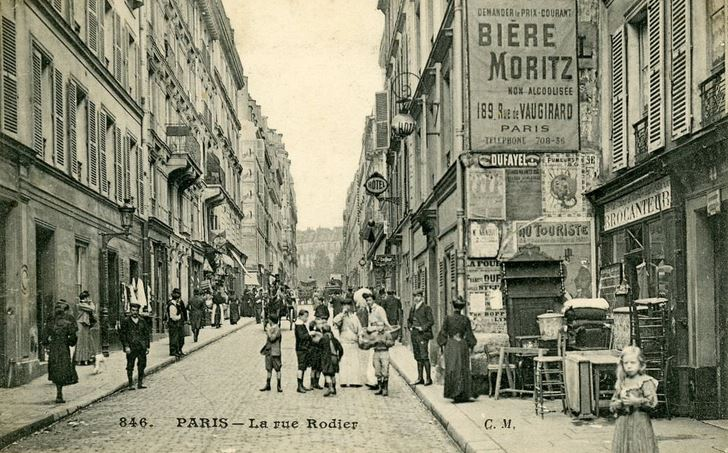
La rue Rodier sur une carte postale ancienne (vers 1900).

Cette rue est formée par arrêté du 1er février 1877 de la réunion de deux rues distinctes :
- la « rue Neuve-Coquenard » qui allait de la rue de Maubeuge à la rue de la Tour-d'Auvergne ;
- la « rue Rodier », entre la rue de la Tour-d'Auvergne et l'avenue Trudaine.

### Rue Neuve-Coquenard
La « rue Neuve-Coquenard », formée en 1806, était précédemment en 1790, l'« impasse Coquenard » du nom de son propriétaire. Elle fut appelée « impasse Brutus » sous la République et prolongée, en 1819, jusqu'à la rue Lamartine, avant de prendre le nom de « rue Neuve-Coquenard » à cause de la rue Coquenard qui lui était voisine.
Elle recevait le passage Sifflet qui a été supprimé en 1861 lors de l'ouverture de la rue de Maubeuge.

### Rue Rodier
La « cité Rodier », ouverte en 1833 sur les terrains appartenant à Jean-Baptiste Rodier, devint rue en 1855 et prit alors le nom de « rue Rodier ».

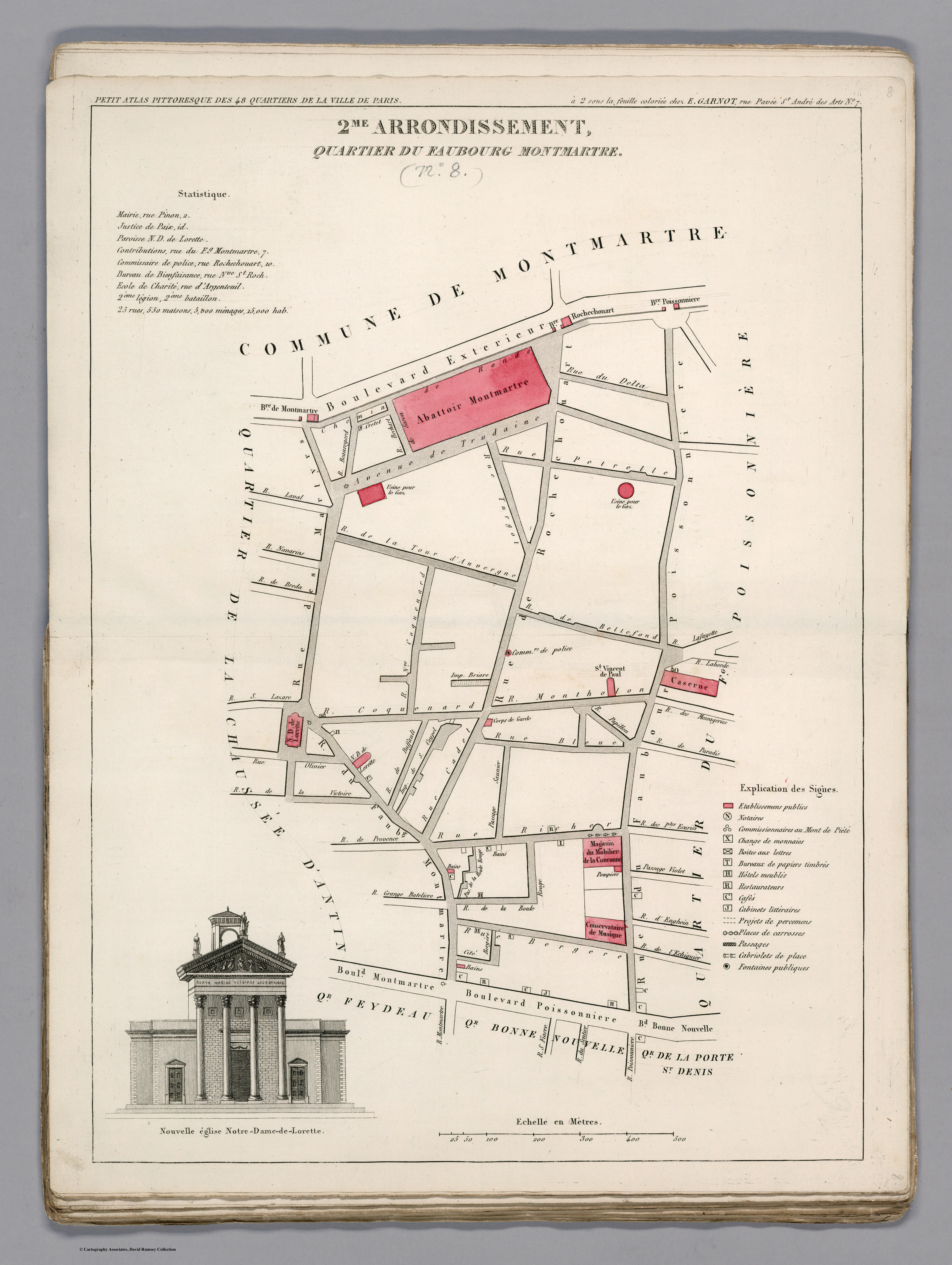
Plan du quartier du Faubourg-Montmartre dans l'ancien 2e arrondissement en 1834.

## Bâtiments remarquables et lieux de mémoire
- La rue Rodier est citée par Michel Houellebecq dans son roman Les Particules élémentaires. L'un des protagonistes du roman se rend en effet souvent dans cette rue pour y fréquenter les nombreux salons de massage qu'elle compte.
- No 53 : le photographe Paul Sescau (1858-1926) ouvre ici son premier atelier qu'il quitte en 1896 pour s'installer au 9, place Pigalle[réf. nécessaire]. L'architecte Albert Sélonier remplace le bâtiment en 1904.
À ce numéro se trouve aussi depuis les années 2000 une plaque que le poète Jean-Pierre Le Goff, dans son texte Epigraphie immobilière parisienne, considère comme une plaque commémorative fantaisiste , mais qui, après vérification, se révèle "sérieuse" : « Ici vécut, Hisayoshi Nagashima. Promoteur Fondateur de l’école internationale de TANKA. Commandeur de l’Ordre National du Trésor Sacré (Japon). 1943-1973[3]. »
- N° 55 : mention d'électricité calorigène.
- No 58 : une plaque commémorative signale qu'Émile Reynaud, pionnier du cinéma, vécut dans cet immeuble.
- N° 62 : le philosophe Victor Basch y habita enfant.
- Jean et Jeanne Bourgoint, modèles de Paul et de sa sœur, Elisabeth qui inspirèrent l'écrivain Jean Cocteau pour son livre Les Enfants terribles vivaient avec leur mère dans un appartement situé rue Rodier. Jean Bourgoint évoquait « le bagne bien-aimé de la rue Rodier » que, dans la fiction, Jean Cocteau préféra délocaliser cité Monthiers dans le quartier du Petit Lycée Condorcet qui lui était plus familier.
- Le professeur de danse Max Bozzoni (1917-2003) eut son studio de formation dans cette rue. Patrick Dupond y fut notamment son élève[4].
- Le percement de la rue de Maubeuge, en 1861, a entraîné la disparition de la « cour aux Ânes ». À cet endroit, on pouvait louer des ânes pour monter jusqu’à la butte Montmartre[5].